# Autodesk Gameware
 (janvier 2021).
La mise en forme du texte ne suit pas les recommandations de Wikipédia : il faut le « wikifier ».
Les points d'amélioration suivants sont les cas les plus fréquents. Le détail des points à revoir est peut-être précisé sur la page de discussion.
- Les titres sont pré-formatés par le logiciel. Ils ne sont ni en capitales, ni en gras.
- Le texte ne doit pas être écrit en capitales (les noms de famille non plus), ni en gras, ni en italique, ni en « petit »…
- Le gras n'est utilisé que pour surligner le titre de l'article dans l'introduction, une seule fois.
- L'italique est rarement utilisé : mots en langue étrangère, titres d'œuvres, noms de bateaux, etc.
- Les citations ne sont pas en italique mais en corps de texte normal. Elles sont entourées par des guillemets français : « et ».
- Les listes à puces sont à éviter, des paragraphes rédigés étant largement préférés. Les tableaux sont à réserver à la présentation de données structurées (résultats, etc.).
- Les appels de note de bas de page (petits chiffres en exposant, introduits par l'outil «  Source ») sont à placer entre la fin de phrase et le point final[comme ça].
- Les liens internes (vers d'autres articles de Wikipédia) sont à choisir avec parcimonie. Créez des liens vers des articles approfondissant le sujet. Les termes génériques sans rapport avec le sujet sont à éviter, ainsi que les répétitions de liens vers un même terme.
- Les liens externes sont à placer uniquement dans une section « Liens externes », à la fin de l'article. Ces liens sont à choisir avec parcimonie suivant les règles définies. Si un lien sert de source à l'article, son insertion dans le texte est à faire par les notes de bas de page.
- La présentation des références doit suivre les conventions bibliographiques. Il est recommandé d'utiliser les modèles {{Ouvrage}}, {{Chapitre}}, {{Article}}, {{Lien web}} et/ou {{Bibliographie}}. Le mode d'édition visuel peut mettre en forme automatiquement les références.
- Insérer une infobox (cadre d'informations à droite) n'est pas obligatoire pour parachever la mise en page.

Pour une aide détaillée, merci de consulter Aide:Wikification.
Si vous pensez que ces points ont été résolus, vous pouvez retirer ce bandeau et améliorer la mise en forme d'un autre article.
 (janvier 2021).
Autodesk Gameware est une suite logicielle de middlewares abandonnée développée par Autodesk. La suite contenait des outils permettant aux concepteurs de créer un éclairage de jeu, une animation de personnages, une recherche de chemin de bas niveau, une IA de haut niveau et des interfaces utilisateur avancées. Le 12 juillet 2017, Autodesk a supprimé Scaleform, Beast, HumanIK et Navigation de leur boutique en ligne et a annoncé la fin de la prise en charge des produits.

## Produits
La suite Gameware se composait des modules suivants:
- Scaleform : Un moteur de rendu de graphiques vectoriels utilisé pour afficher les interfaces utilisateur Adobe Flash, les HUD et les textures animées pour les jeux, développé par Scaleform Corporation . Comprend également Scaleform Video et Scaleform IME.
- Beast : Une solution d'éclairage globale avec des effets d'éclairage naturels: rebond de couleur, ombres douces, éclairage à plage dynamique élevée et éclairage d'objets en mouvement dans des environnements de jeu en temps réel.
- HumanIK : Une bibliothèque middleware d'animation de personnages avec des cinématique inverse totales du corps. Peut être intégré dans des moteurs d'animation tels qu'Autodesk MotionBuilder[4].
- Navigation dans le gameware : Un middleware d'intelligence artificielle fournissant automatiquement la génération NavMesh, la recherche de chemin et le suivi de chemin dans des environnements de jeu complexes Développé à l'origine sous le nom de Kynapse par Kynogon[5].
- FBX : technologie d'échange d'actifs qui facilite le transfert de données 3D entre plusieurs applications logicielles.

### Beast
Beast est un outil utilisé pour l'illumination globale avancée et le rallumage dynamique des personnages. Beast est développé et vendu par la société suédoise de technologie d'éclairage de jeux Illuminate Labs (acquise par Autodesk en 2010). Beast est utilisé pour créer des light maps, des shadow maps (en) et des nuages de points avec un éclairage global avancé. Beast peut précalculer l'éclairage pour les light maps, les shadow maps et les nuages de points, pour créer une occlusion ou des normal maps ou pour générer des champs de lumière pour le rallumage dynamique des personnages et des objets.
Beast a une intégration intégrée avec Gamebryo Lightspeed, et Unreal Engine d'Epic, Evolution et plusieurs autres moteurs de jeu internes. En mars 2010, Unity Technologies a annoncé que la prochaine version de Unity inclurait le lightmapping intégré de Beast et l'illumination globale dans le commerce. Une API est disponible pour les projets fonctionnant avec Beast mais pas prêt pour l'intégration. L'API Beast est une interface de programmation conçue pour faciliter au maximum la création d'une intégration Beast avec n'importe quel moteur de jeu.
Beast a été utilisé dans des jeux tels que: Mirror's Edge, CrimeCraft, Army of Two : Le 40e Jour, Mortal Kombat vs. DC Universe et Alpha Protocol.
La nouvelle version de Beast a été présentée au GDC 2010 à San Francisco. Elle comprend deux modules entièrement nouveaux appelés DistriBeast et eRnsT. DistriBeast est un moteur de distribution extrêmement rapide et facile à utiliser pour gérer les fermes de rendu. eRnsT est un visualiseur en temps réel qui permet aux artistes d'explorer et de contrôler la configuration de l'éclairage sans avoir à faire une autre manipulation complexe.

## Voir également
- Autodesk Media and Entertainment (en)
- Havok (logiciel)
- Euphoria (logiciel)